# Juniperus procumbens
Juniperus procumbens (яловець повзучий, яп. 地柏, pu di bai) — вид хвойних рослин родини кипарисових.

## Поширення, екологія
Країни проживання: Японія (Кюсю, острови Рюкю). Зустрічається на великих висотах поблизу чи на острівних гірських вершинах, де утворює повзучі килимки по скелях.

## Морфологія
Це сланкі кущі до 70 см заввишки, з повзучими, подовженими гілками. Листки в основному голчасті, ростуть по 3, нерівної довжини, 6–8 мм завдовжки, жорсткі, злегка увігнуті, з 2 білими жиловими смугами; нижня поверхня опукла, вершина різко загострена. Шишки чорно-сизі, коли стиглі, майже кулясті, 8–9 мм в діаметрі, з 2–3 насінинами. Насіння довжиною 4 мм, ребристе.

## Використання

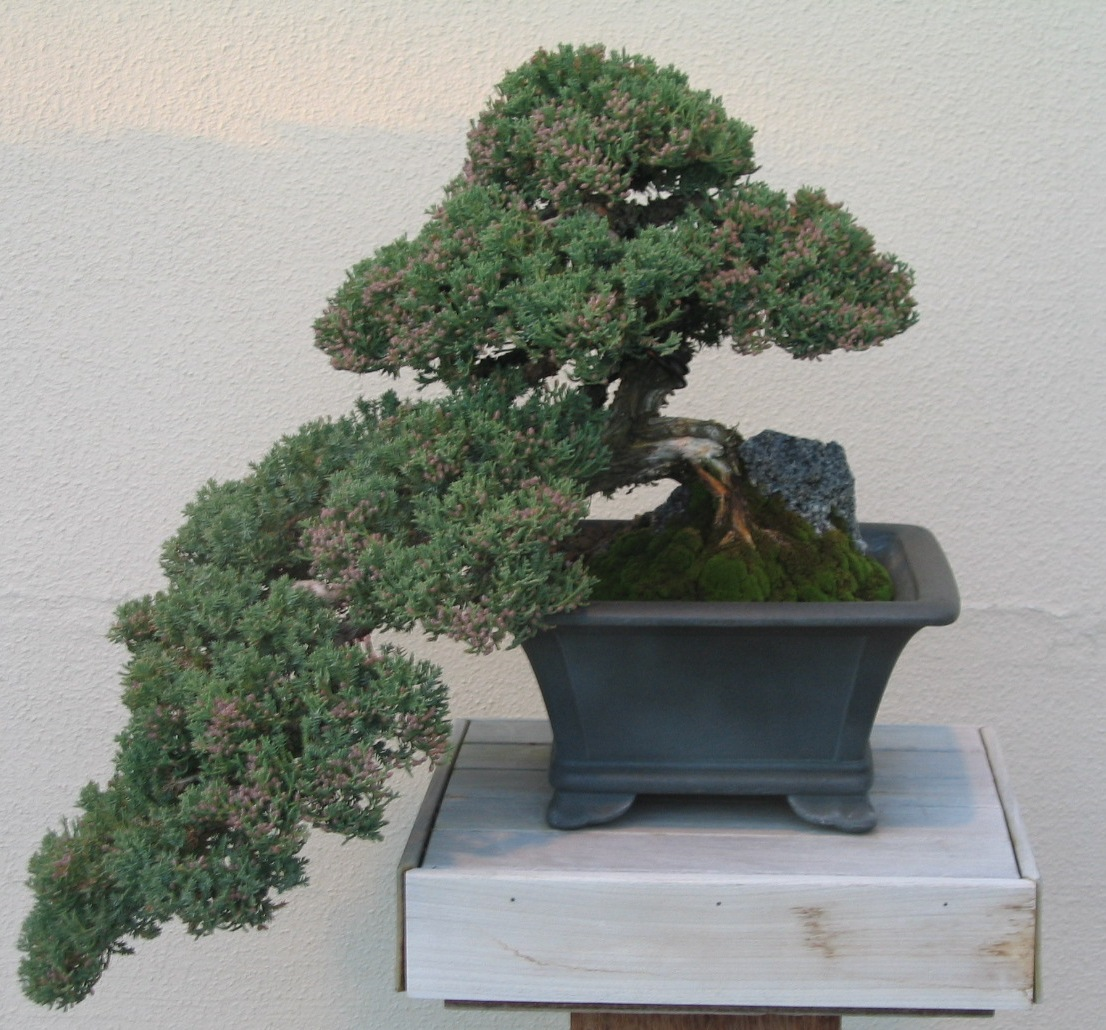
Бонсай

Цей вид популярний в садах як сланкий вічнозелений чагарник і є обмежена кількість сортів у торгівлі. Використовується найчастіше в Японії, ніж в Європі, хоча не рідкість і там. На відміну від деяких інших видів з аналогічним режимом росту, цей ялівець 'сумлінно' повторює контури альпінаріїв. Тому вид дуже ефективний в таких садах, особливо в традиційних східних садах.

## Загрози та охорона
Ніяких конкретних загроз не було визначено для цього виду. Цей вид трапляється в кількох ПОТ.